# Perlen Papier
Die Perlen Papier AG ist ein Papierhersteller mit Domizil in Perlen und Sitz in Root (Schweiz). Sie ist Teil der Perlen Industrieholding AG und führt die Tochterfirma APS Altpapier Service Schweiz AG. Bis 2024 gehörte sie zur CPH Chemie + Papier Holding AG.

## Geschichte
1872 wurde in Perlen eine Holzstofffabrik gegründet, basierend auf einem Wasserkraftwerk an einem neu angelegten Reusskanal. 1873 erweiterte man diese um eine Papierfabrik. 1876/1877 nahmen die beiden ersten Papiermaschinen ihren Betrieb, mit einer Produktionskapazität von täglich 5 Tonnen, auf. 1881 beteiligte sich die Familie Schnorf an der Papierfabrik Perlen. 1904 wurde zur Herstellung von einseitigen glatten Papieren eine dritte Papiermaschine in Betrieb genommen. In den folgenden Jahrzehnten wurden die Papiermaschinen modernisiert. Für die Produktion von Zeitungsdruck- sowie fettdichten Papieren wurde 1954 eine vierte Papiermaschine in Betrieb genommen. Eine neue Papiermaschine konnte 1971 erstmals mehr als 100'000 Tonnen Zeitungspapier pro Jahr produzieren. Um den höheren Anforderungen an die Papierqualität aufgrund von neuen Druckverfahren gerecht zu werden, konzentrierte sich Perlen zunehmend auf die Herstellung von Druck- und Schreibpapieren mit neuen Maschinen. 
1992 veränderte sich der Aufbau der Perlen-Gruppe durch die Einführung der Holdingstruktur mit den Tochtergesellschaften Perlen Papier AG, Perlen Converting AG (Beschichtung von Verpackungsfolien) und Perlen Immobilien AG. Im selben Jahr stellte die Fabrik die Produktion auf den Rohstoff Altpapier mit entsprechender Altpapieraufbereitungsanlage um, die alte Holzstoffschleiferei wurde geschlossen. 1994 wurde eine thermomechanische Holzstofferzeugungsanlage (TMP-Anlage) in Betrieb genommen. 
Im Jahr 2000 begann Perlen Papier mit der Herstellung von holzhaltig gestrichenem Magazinpapier (LWC-Offsetpapier) für den Offsetdruck. Umbauten seit 2006 erhöhten den Ausstoss auf jährlich 190'000 Tonnen Papier. 2009 entstanden eine zusätzliche Aufbereitungsanlage für Altpapier sowie ein neues Verladeterminal. 2010 wurde die Zeitungsdruckpapiermaschine durch die siebte Papiermaschine ersetzt mit einer Kapazität von 360'000 Tonnen Papier pro Jahr. 2012 beteiligte sich Perlen Papier zu 10 % an der Kehrichtverbrennungsanlage Renergia, welche in unmittelbarer Nachbarschaft zur Papierfabrik errichtet wurde. Auf Anfang 2018 übernahm Perlen Papier das Altpapierrecycling der Papierfabrik Utzenstorf. Im September 2023 feierte Perlen Papier das 150-jährige Bestehen.
Im August 2025 wurde ein geplanter Abbau von rund 65 Stellen bekanntgegeben.